# Folcuin von Thérouanne
Folcuin († 15. Dezember 855 in Esquelbecq) war Bischof von Thérouanne von Ende 816 oder Anfang 817 bis 855. Er ist ein Heiliger der katholischen Kirche, sein Festtag ist der 14. Dezember.
Folcuin war als Sohn des Hieronymus ein Enkel Karl Martells, gehörte also dem Herrscherhaus der Karolinger an. Im Jahr 815 wurde er zum Bischof von Thérouanne gewählt; Kaiser Ludwig der Fromme bestätigte die Wahl, so dass Folcuin im Jahr 817 vom Erzbischof Ebo von Reims geweiht werden konnte. In seiner Amtszeit ist Folcuin auf einer Reihe von Konzilien nachweisbar, so auf jenem Konzil in Ingelheim im Jahr 840, auf dem der vertriebene Erzbischof Ebo wieder in seine Ämter eingesetzt wurde, auf dem Konzil in Paris 846/847, auf dem Konzil von Quierzy im Jahr 849 mit der Vollstreckung des Urteils gegen Gottschalk von Orbais, und dem Konzil von Soissons im Jahr 853. Im gleichen Jahr machte Karl der Kahle ihn zu einem seiner zwölf westfränkischen Missi, wobei sein Amtsgebiet offenbar weitgehend deckungsgleich mit seiner Diözese war. 
Folcuin starb am 15. Dezember 855 in Esquelbecq während einer Firmungs- und Visitationsreise. Er wurde in der Abtei Saint-Bertin bestattet, mit der er zeitlebens so eng verbunden gewesen war, dass er im Jahr 843 die Reliquien seines Vorgängers Audomar († 670), die sein Verwandter, Abt Hugo von Saint-Quentin, in die Abtei Saint-Quentin überführen wollte, in die Abtei Saint-Bertin zurückbrachte. Die Reliquien der heiligen Bertin († 709) und Winoc († 716/717) entfernte er aus seinem Bistum, um sie vor den Normannen in Sicherheit zu bringen.
Nach seinem Tod begann ein Heiligenkult um seine eigene Person, wie sein Verwandter, der Abt Folcuin von Lobbes, berichtet, so dass seine Überreste am 16. November 928 als Reliquien aus dem Grab geholt wurden. 